# Циганков Віталій Вікторович
Віталій Вікторович Циганков (нар. 13 серпня 1973) — український футболіст, що грав на позиції воротаря. По завершенні ігрової кар'єри — дитячий футбольний тренер. Відомий за виступами в клубі вищої української ліги «Нива» (Вінниця) та низці ізраїльських клубів. Батько півзахисника іспанської «Жирони» і збірної України Віктора Циганкова.

## Клубна кар'єра
Віталій Циганков розпочав виступи на футбольних полях у аматорській вінницькій команді «Інтеграл». Першим професійним клубом футболіста став інший вінницький клуб «Нива», у якому Циганков дебютував у вищій українській лізі в 1992 році. За підсумками першого чемпіонату України «Нива» вибула до першої ліги, проте вже в другому чемпіонаті України Віталій Циганков зіграв 1 матч за «Ниву», пізніше зіграв також 2 матчі Кубка України, після чого перейшов до складу іншої команди першої ліги «Скала» (Стрий). Зігравши за «Скалу» лише 4 матчі, Циганков з початку 1993 року повернувся до «Ниви», з якою став переможцем турніру першої ліги та повернувся до вищої ліги. У вінницькій команді воротар грав до кінця сезону 1993—1994 року.
У другій половині 1994 року Віталій Циганков вирішив продовжити свою футбольну кар'єру в Ізраїлі. З початку сезону 1995—1996 він виступав у клубі «Маккабі» (Акко), який грав у другому ізраїльському дивізіоні. Наступний сезон український воротар грав у іншому клубі другого ізраїльського дивізіону «Іроні» (Ашдод). далі футболіст провів по півроку в інших клубах другого ізраїльського дивізіону «Хапоель» (Тайбе) і «Маккабі» (Кфар-Кана). Сезон 1998—1999 років Віталій Циганков провів у клубі другого дивізіону «Маккабі-Ахі» з Назарета, після чого повернувся в Україну, де грав за аматорську команду «Кіровець» з Могилева-Подільського.
З початку сезону 2002—2003 Віталій Циганков повертається до Ізраїля, де протягом 1—2 років грає за клуби нижчих дивізіонів «Маккабі-Іроні» (Кір'ят-Ата), «Хапоель» (Афула), «Хапоель» (Акко), «Хапоель» (Бней-Джадіда) і «Хапоель» (Макер). По закінченні сезону 2008—2009 років український воротар завершив виступи на футбольних полях і повернувся на Батьківщину. З 2012 року Віталій Циганков працює тренером воротарів у ДЮФШ клубу «Динамо» (Київ).

## Особисте життя
Син Віталія Циганкова Віктор є футболістом, який грає на позиції півзахисника  в збірній України та в іспанському клубі «Жирона».

## Досягнення
- Переможець Першої ліги України: 1992–1993